# Birds (canção de Coldplay)
"Birds" é uma canção da banda britânica Coldplay gravada para o sétimo álbum de estúdio da banda, A Head Full of Dreams (2015). Foi composta pelos membros da banda — Guy Berryman, Jonny Buckland, Will Champion e Chris Martin — e produzida pelo colaborador de longa data Rik Simpson junto da equipe Stargate, composta por Tor Erik Hermansen e Mikkel Storleer Eriksen.

## Vídeo musical

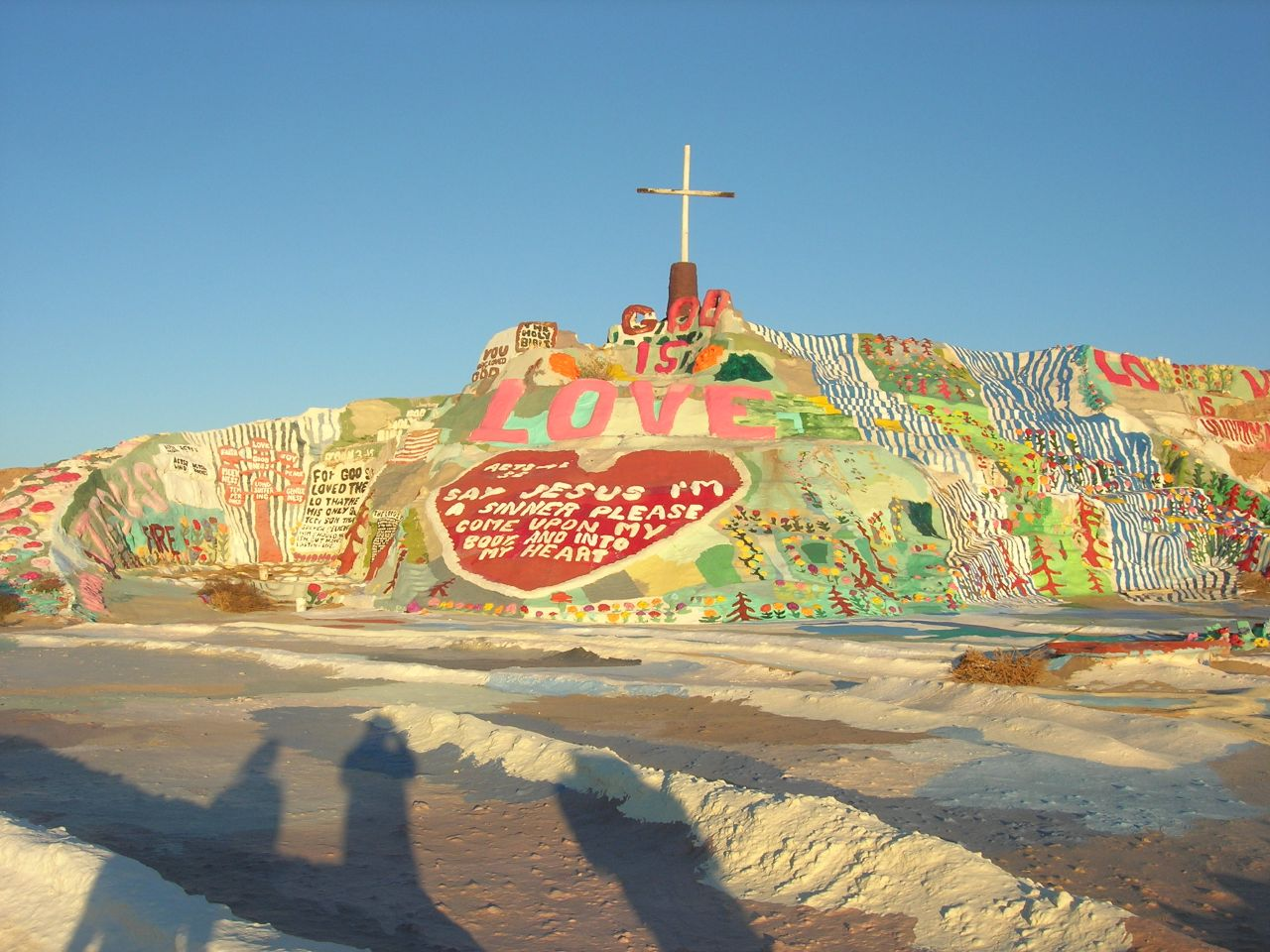
Salvation Mountain, no deserto da Califórnia, é cenário do clipe de "Birds".

Lançado em 2 de janeiro de 2016 e filmado em câmeras Super-8, o vídeo musical de "Birds" foi dirigido por Marcus Haney e filmado na Salvation Mountain, no deserto da Califórnia. "É um tributo ao artista Leonard Knight por ter criado a Salvation Mountain e ter trazido tanta diversão àqueles que passam por ela", escreveu Haney no Instagram.

## Recepção da crítica
Stuart Berman da Pitchfork chamou a canção de "um tiro em boas condições, um pop estilizado em Phoenix que fornece um raro momento de intensidade num álbum de tanto remelexo".

## Desempenho nas tabelas musicais

### Posições
| Tabela musical (2016)          | Melhor posição |
| ------------------------------ | -------------- |
| Países Baixos (Single Top 100) | 83             |
| Reino Unido (UK Singles Chart) | 156            |